# Дато, Эдуардо
Эдуа́рдо Да́то-и-Ирадие́р (исп. Eduardo Dato e Iradier; 12 августа 1856, Ла-Корунья — 8 марта 1921, Мадрид) — государственный и политический деятель Испании, юрист. Трижды назначался премьер-министром (1913—1915, с июня по ноябрь 1917, и в 1920—1921). С 22 марта до 9 ноября 1918 года — министр иностранных дел. В разное время также занимал посты министра юстиции (дважды), флота, внутренних дел, а также был президентом кортесов.
8 марта 1921 года убит в Мадриде.

## Биография
Родился в Ла-Корунье, Испания. Отец Эдуардо — Карлос Дато-и-Гранадос, родителями которого в свою очередь были: отец — Карлос Дато Камачо-и-Марин, и мать — Кайетана Руперта Гранадос-и-Гарсия де Виванкос-и-Акоста. Мать Эдуардо — Роса Лоренса Ирадиер-и-Арсе, родом из Галисии.
В юном возрасте Эдуардо со своей семьёй переехал в Мадрид. Проявил интерес к политике, вступил в Либерально-консервативную партию. Получив в 1875 году степень юриста, через два года открыл адвокатское бюро. Впервые избран в испанский парламент в 1883 году. В 1892 году стал заместителем под-секретаря Министерства внутренних дел. На протяжении следующих пятнадцати лет занимал должность министра внутренних дел и министра юстиции.
- 1899—1900 годах — министр внутренних дел.
- 1902—1903 годах — министр юстиции (исп. Ministro de Gracia y Justicia de España).
- 1907 году  — баллотировался на должность алькальда Мадрида и выиграл эти выборы.
- 13 мая 1907 года по 14 апреля 1910 года — председатель Конгресса депутатов, нижней палаты испанских кортесов.
- 1910 году избран в Академию моральных и политических наук.

В 1913 году — впервые стал премьер-министром Испании. В 1915 году вышел в отставку, но спустя год, в 1917 году, возглавил новый кабинет.
- 1914—1915 годах — министр юстиции.
- 1920—1921 годах — министр флота.
- С 22 марта по 9 ноября 1918 года был министром иностранных дел Испании.

Затем он перешёл на должность государственного министра, где оставался вплоть до 1920 года, прежде чем получил в третий раз предложение возглавить правительство.

## Убийство и убийцы
Последний срок пребывания Дато на посту премьера был отмечен кровавыми репрессиями против профсоюзов, которые сопровождались призывами «проявить твёрдую руку». Из практики Мексиканской революции 1910—1920 годов испанские правоохранительные органы заимствовали т. н. «Ley de fugas» — внесудебные казни, имитирующие стрельбу на поражение при якобы попытке к бегству при перевозке из одного места заключения в другое. С использованием этого приёма (в дальнейшем широко практиковавшегося при Франко, а также немецкими фашистами) в Барселоне власти уничтожили без суда более ста профсоюзных активистов.

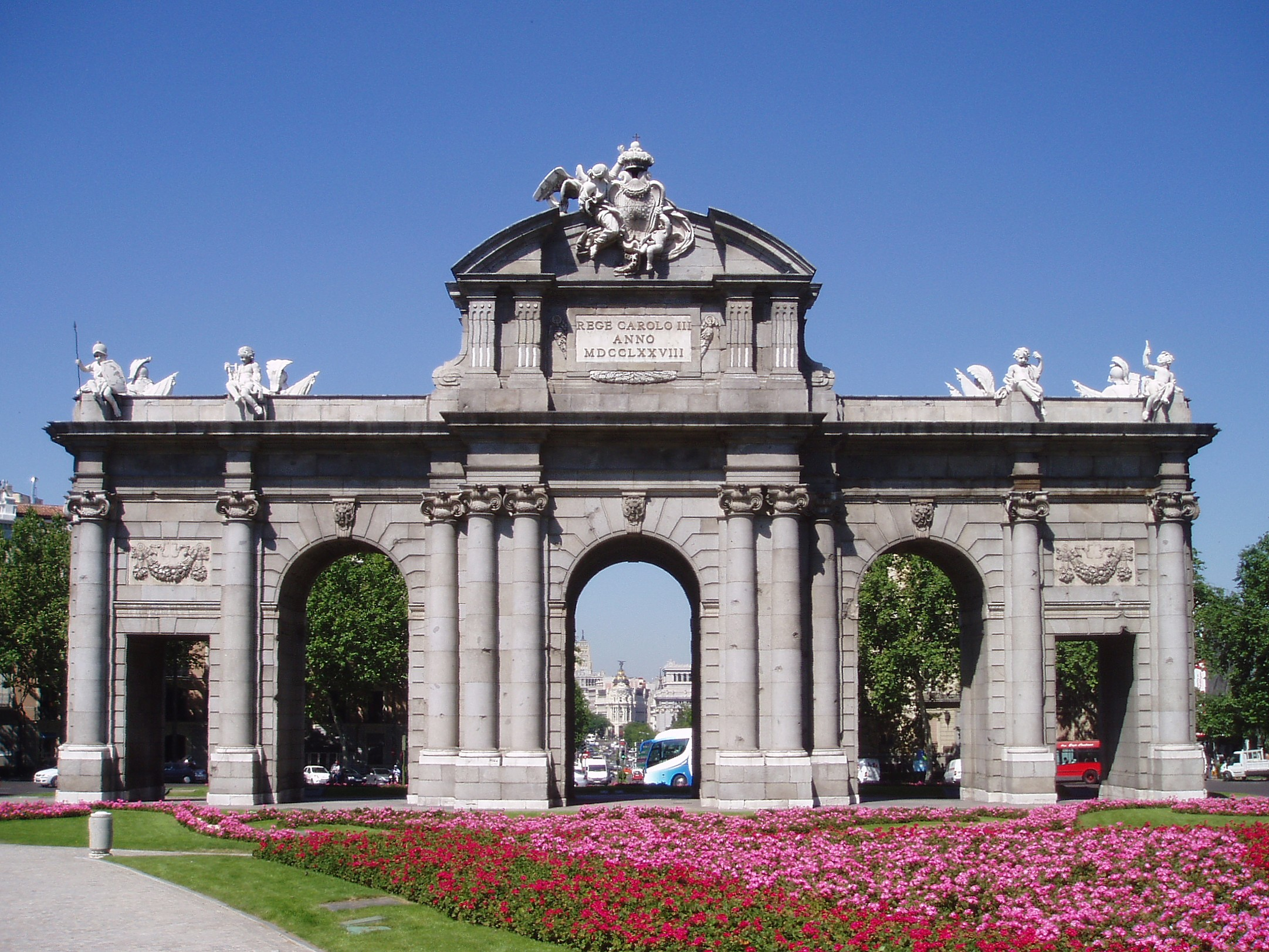
Ворота Алькала́ в Мадриде — место убийства Эдуарда Дато

В качестве ответной акции на продолжающийся террор и внесудебные казни испанские анархисты подготовили террористический акт. 8 марта 1921 года в Мадриде, перед Воротами Алькала (на нынешней площади независимости); автомобиль, в котором ехал Дато, догнал мотоцикл с коляской. В нём находилось трое каталонских анархистов: Педро Матеу (исп. Pedro Mateu), и сопровождавшие его Рамон Касанельяс (исп. Ramón Casanellas) и Луис Николау (исп. Lluís Nicolau). Открыв огонь по автомобилю, они произвели 22 выстрела, в основном, в голову жертвы.
За девять лет до этого 12 ноября 1912 года анархисты на площади Пуэрта-дель-Соль убили другого главу правительства Испании — Хосе Каналехаса.
Главный убийца Педро Матеу остался в Мадриде, и был через несколько дней арестован по показаниям свидетелей. Луис Николау бежал в Берлин, но был оттуда экстрадирован в Испанию.
Суд приговорил убийц к смертной казни, но в 1924 году диктатор Мигель Примо де Ривера заменил смертный приговор пожизненным заключением. В 1931 году Матеу выпущен из тюрьмы по амнистии, объявленной Второй республикой.
Во время Гражданской войны Педро Матеу сражался на стороне Буэнавентуры Дуррути — ключевой фигуры испанских анархистов. Организатор многих террористических актов по всему миру, в 1920-х годах Дуррути встречался в Париже с анархистом Нестором Махно. После окончания войны Педро Матеу бежал во Францию, где продолжил политическую деятельность. Он умер своей смертью во французском городе Корд-сюр-Сьель в 1982 году в возрасте 87 лет.
Дато был членом постоянной палаты Международного третейского суда в Гааге (в 1913 году он стал его вице-президентом), членом Международного института права, администратором банковской фирмы Banco Hipotecario, президентом Национального института социального обеспечения, членом Совета народного образования и Академия юриспруденции и законодательства.
По смерти Эдуардо Дато-и-Ирадиера король Испании Альфонс XIII возвёл в герцогское достоинство его вдову, ставшей 1-й герцогиней Дато.

## Награды

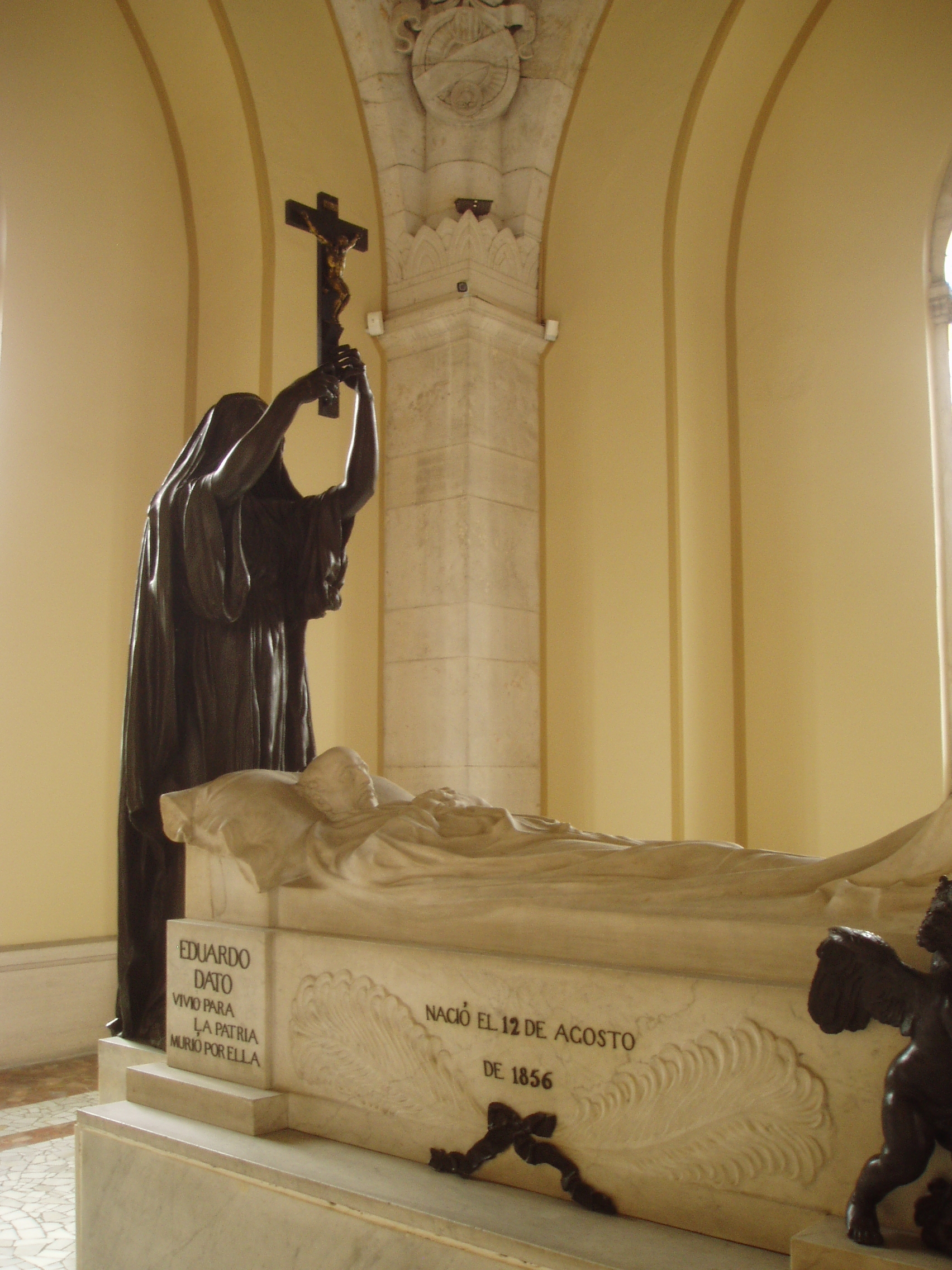
Саркофаг Эдуарда Дато в мадридском Пантеоне

- Орден Карлоса III с цепью (один из 25 человек, получивших эту высшую степень ордена);
- Большой рыцарский крест Ордена Святого Григория Великого
- Большого креста португальского ордена Христа
- 340-й кавалер Большого креста португальского ордена Христа

## Брак и дети

### Супруга
Был женат на Марии дель Кармен де Барренечеа-и-Монтеги (исп. María del Carmen de Barrenechea y Montegui), родившейся в Стране басков. Отец Марии дель Кармен — Хуан Хосе де Барренечеа-и-Урдампиета, родители которого, в свою очередь, были: отец Педро де Барренечеа-и-Субеа и мать Мария Игнасия де Урдампиета-и-Лагарто. Мать Марии дель Кармен — Микаэла Монтеги-и-Меркаиде, родители которой, в свою очередь, были: отец — Хосе Мануэль Монтеги и мать — Мария де ла Консепсьон Меркаиде.
Мария дель Кармен была кавалерственной дамой Ордена королевы Марии-Луизы испанской и Большого креста. Умерла в Мадриде в 1926 году.

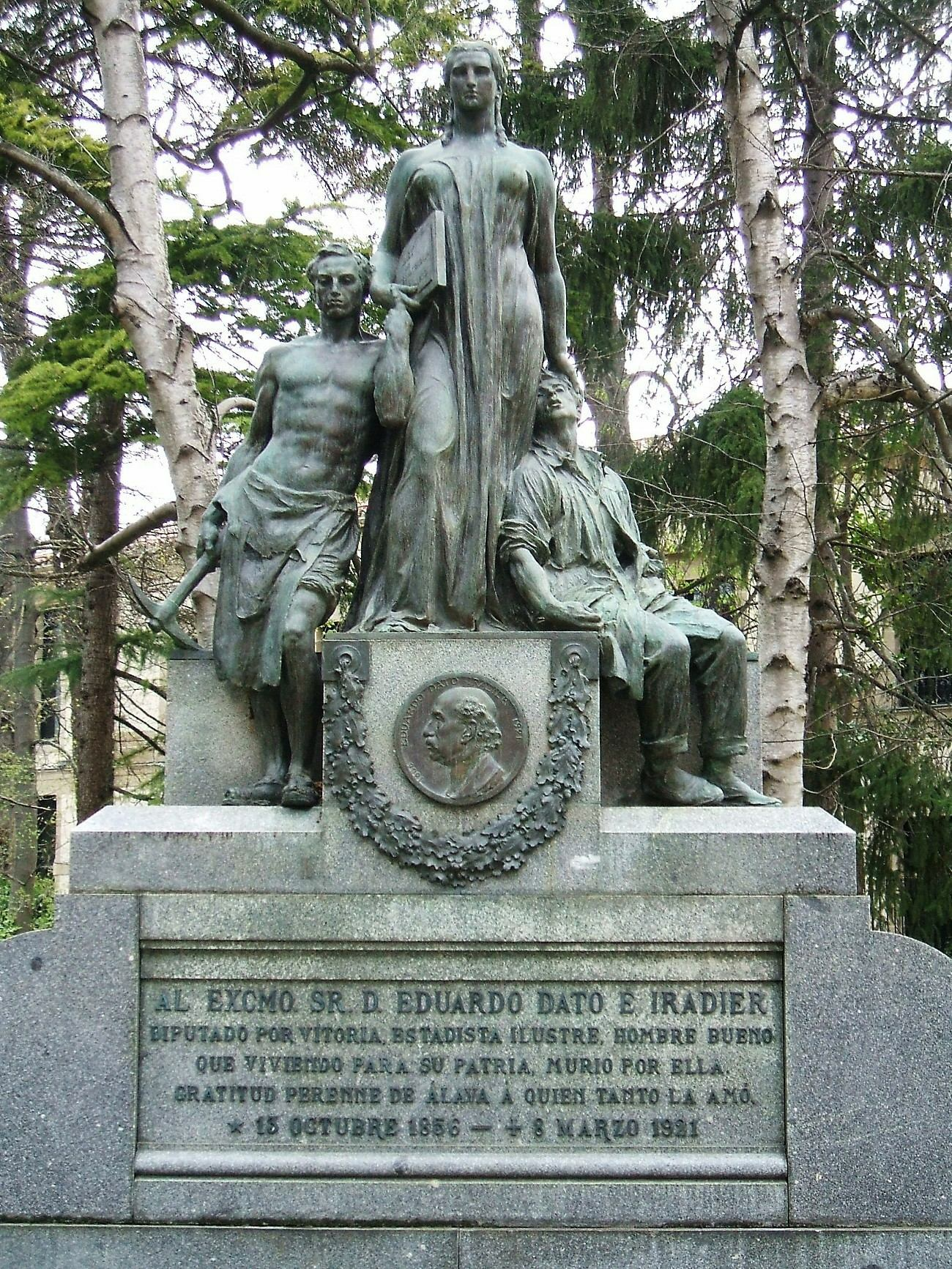
Памятник Эдуарду Дато

### Дети
У Эдуардо Дато-и-Ирадиер и Марии дель Кармен де Барренечеа-и-Монтеги, 1-й герцогини Дато, было три дочери:
- Исабель Дато-и-Барренечеа, 2-я герцогиня Дато, унаследовала свой титул от матери, скончавшейся и 1926 году. Замужем не была, потомства не оставила.
- Мария дель Кармен Дато-и-Барренечеа, 3-я герцогиня Дато (Мадрид, 6 декабря 1885 года — 1954), унаследовала титул 3-й герцогини Дато по смерти сестры Исабели. Была замужем за Эухенио Эспиноса-де-лос-Монтерос-и-Бермехильо, и родила двух сыновей:

 — Эдуардо Эспиноса де лос Монтерос-и-Дато (4-й герцог Дато). Был женат на Марии Долорес Испанской-и-Велес-Ладрон де Гевара (графиня Гевары). У них родилось четыре сына и две дочери: Эдуардо, Хосе Луис, Карлос, Мария Тереса, Хавье и Палома
 — Эухенио Эспиноса де лос Монтерос-и-Дато. Был женат на Марии де ла Пиедад Росильо-и-Мартос-о’Нейл. Их дочь, Мария де ла Пиедад Эспиноса де лос Монтерос-и-Росильо (род. в Мадриде 17 июня 1953 года) 22 апреля 1986 года сочеталась браком в Сан Лоренсо де Эль Эскориаль с Андреасом Сальватором, архиепископом австрийским. Имеют детей
- Мария де ла Консепсьон Дато-и-Барренечеа (Мадрид, 2 мая 1890 года — Мадрид, 16 сентября 1973 года). 25 апреля 1922 года вышла замуж в Париже за испанского дипломата Эрнесто де Сулуэта-и-Исаси, из рода маркизов Алавы и виконтов Касабланки (Бильбао, 26 апреля 1892 года — Мадрид, 9 сентября 1969 года). Имела детей.